# Susúa
Susúa es un barrio ubicado en el municipio de Sabana Grande en el estado libre asociado de Puerto Rico. En el Censo de 2010 tenía una población de 2736 habitantes y una densidad poblacional de 256,9 personas por km².

## Geografía
Susúa se encuentra ubicado en las coordenadas 18°2′15″N 66°54′34″O / 18.03750, -66.90944. Según la Oficina del Censo de los Estados Unidos, Susúa tiene una superficie total de 10.65 km², de la cual 10.64 km² corresponden a tierra firme y (0.07%) 0.01 km² es agua.

## Demografía
Según el censo de 2010, había 2736 personas residiendo en Susúa. La densidad de población era de 256,9 hab./km². De los 2736 habitantes, Susúa estaba compuesto por el 79.09% blancos, el 7.16% eran afroamericanos, el 0.15% eran amerindios, el 9.72% eran de otras razas y el 3.87% pertenecían a dos o más razas. Del total de la población el 99.12% eran hispanos o latinos de cualquier raza.